# سوق النساء (فلم 2005)
سوق النساء هو فيلم خيال كوميدي مغربي صدر سنة 2005، من إخراج فاطمة بوبكدي، وتأليف إبراهيم بوبكدي، وإنتاج القناة الثانية، ومن بطولة سناء عكرود، وجواد العلمي، وحمادي عمور، وحسن مضياف، وحنان زهدي، وعائشة مناف. قصة الفيلم مستوحاة من الثقافة الشعبية المغربية، وتحكي عن طالب مغربي مجتهد يغادر قريته للبحث عن زوجة بعدما شُرط عليه الزواج ليصبح إمامًا، فيتورط بمكائد فتاة ذكية.

## القصة
تدور أحداث الفيلم في مغرب قديم، وتحكي قصة طالبٍ نجيب من إحدى القرى، كرّس نفسه للعلم والفقه حتى أتمّ دراسته في الجامع وحفظ القرآن كاملًا. استقبله أهل قريته بالبشر والاعتزاز، واختاروه إمامًا لمسجدهم. غير أن الإمامة تشترط الزواج، فقرر أن يتعلّم «حروف النساء» قبل أن يختار شريكة تؤمّن له الصلاح والتوازن.
هكذا شدّ الرحال باحثًا عن المعرفة من بابها الآخر، حتى التقى بتاجة، فتاة ذكية ماكرة، أدخلته عالَمًا لم يكن يعهده، ولقّنته دروسًا من نوع آخر، في ما يشبه «حروب النسا». ما لبث أن تورّط في سلسلة من الأحداث الطريفة والغريبة، حتى وجد نفسه خادمًا في بيت تاجر كبير، متنكرًا في زيّ امرأة.
تاجة، ورغم دهائها، امتدت يدها لإنقاذه، فأخرجته من الورطة. ثم قادته المصادفة للقاء جنيٍّ سجين في قنينة، حرّره الطالب، فبدأ الجني يروي مأساته مع مشعوذة ألقَت عليه لعنة، وسجنته لسنوات.
اكتفى الطالب بما ذاقه من تقلبات سوق النساء، وحين منحه الجني فرصة تمني أمنية، طلب ببساطة العودة إلى قريته وأهله. فاستجاب الجني، وهيّأ له عربةً تُقلّه إلى الديار. لكنه، وهو يهمّ بالمغادرة، لم ينتبه إلى أن اليد التي تمسك بلجام العربة ليست سوى يد تاجة.

## طاقم التمثيل

### الأدوار الرئيسية
- سناء عكرود بدور تاجة
- جواد العلمي بدور أحمد
- حمادي عمور بدور الوزير
- حسن مضياف بدور الجني
- حنان زهدي بدور الوصيفة الأولى
- عائشة مناف بدور الوصيفة الثانية

### الأدوار الثانوية
- أحمد أولاد
- مليكة الرويس
- حميد حريري
- خديجة أبوعريس
- عبد الجليل العمراني
- الحسين برداوز
- حسين بن عريب
- رشيدة سعودي
- مصطفى أوباريك
- سعيد حسيني
- فاطمة بيكركار

## وصلات خارجية
- مقالات تستعمل روابط فنية بلا صلة مع ويكي بيانات